# 克列特尼亚
克列特尼亚（羅馬化：Kletnya）是俄罗斯布良斯克州的市级镇、克列特尼亚区行政中心，位于第聂伯河流域内纳德瓦河（Надва）畔，在州府布良斯克西。
该地2021年人口有12,120人；2010年人口13,313；2002年人口13,936；1989年人口14,258。